# Актайлак (Карагандинская область)
Актайлак (каз. Ақтайлақ) — село в Жанааркинском районе Карагандинской области Казахстана. Входит в состав Бидайыкского сельского округа. Находится примерно в 10 км к северо-востоку от районного центра, посёлка Жанаарка. Код КАТО — 354445200.

## Население
В 1999 году население села составляло 97 человек (50 мужчин и 47 женщин). По данным переписи 2009 года в селе проживало 389 человек (188 мужчин и 201 женщина).